# WASP-59
WASP-59 är en ensam stjärna belägen i den mellersta delen av stjärnbilden Pegasus. Den har en skenbar magnitud av ca 12,78 och kräver ett kraftfullt teleskop för att kunna observeras. Baserat på parallax enligt Gaia Data Release 2 på ca 8,60 mas, beräknas den befinna sig på ett avstånd på ca 379 ljusår (116 parsek) från solen. Den rör sig närmare solen med en heliocentrisk radialhastighet på ca -57 km/s. En undersökning 2015 kunde inte notera någon följeslagare till WASP-59.

## Egenskaper
WASP-59 är en orange till gul stjärna i huvudserien av spektralklass K2 V. Den har en massa som är ca 0,72 solmassa, en radie på ca 0,61 solradie och har en effektiv temperatur av ca 4 700 K. Stjärnan har ett litet underskott av tunga element med en järnhalt på 70 procent av solens. Stjärnan har en extremt låg nivå av ultraviolett strålning, vilket tyder på avsaknad av flareaktivitet.

## Planetsystem
År 2012 upptäcktes en het Jupiter-planet, WASP-59b, i omlopp i en snäv, lätt excentrisk bana. Dess jämviktstemperatur är 670 ± 35 K. Planeten har ovanligt hög täthet för en gasjätte och ligger på ett extremvärde i ett mass-radiediagram.
| Planet | Massa                  | Halv storaxel (AE) | Siderisk omloppstid (d) | Excentricitet      | Inklination   | Radie            |
| ------ | ---------------------- | ------------------ | ----------------------- | ------------------ | ------------- | ---------------- |
| b      | > 0,857 +0,046−0,47 MJ | 0,0697 ± 0,0011    | 7,919585 ± 0,000010     | 0,101 +0,046−0,048 | 89,27 ± 0,52° | 0,775 ± 0,068 RJ |